# 大聖院 (目黒区)
大聖院（だいしょういん）は、東京都目黒区にある天台宗の寺院。

## 概要
1557年（弘治3年）、貞順によって開山された。
元和年間（1615年～1624年）、生運が中興した。隣接する大鳥神社の旧別当寺でもあった。
境内には、3基の織部形灯籠がある。1926年（大正15年）に旧島原藩深溝松平家下屋敷から移したもので、キリスト像や十字架に見える石灯籠の凹凸と「島原藩」という関係から、隠れキリシタンが礼拝の対象とした「切支丹燈籠」ではないかといわれている。

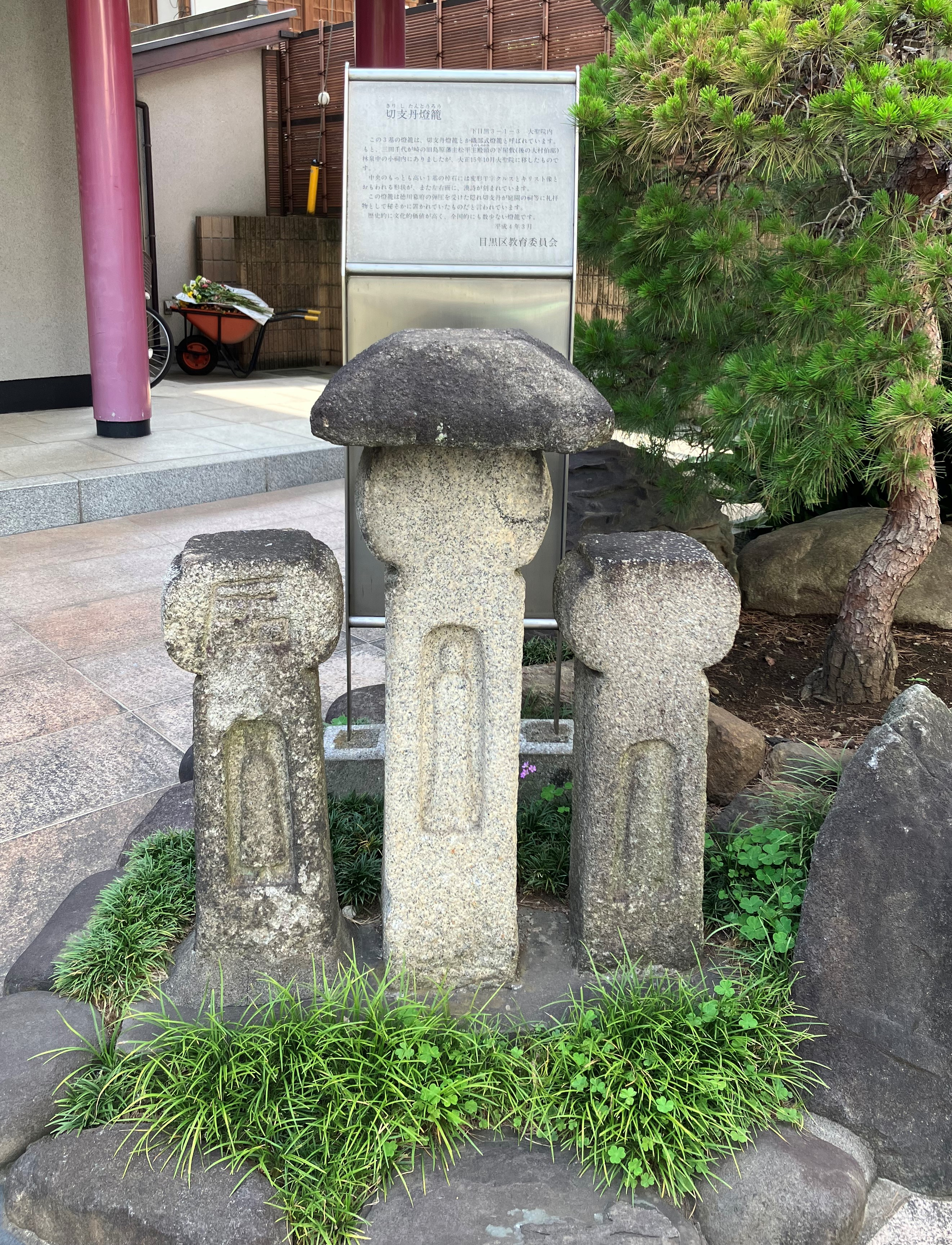
切支丹燈籠

## 交通アクセス
- 目黒駅より徒歩10分[1]。